# Schloss Bullachberg

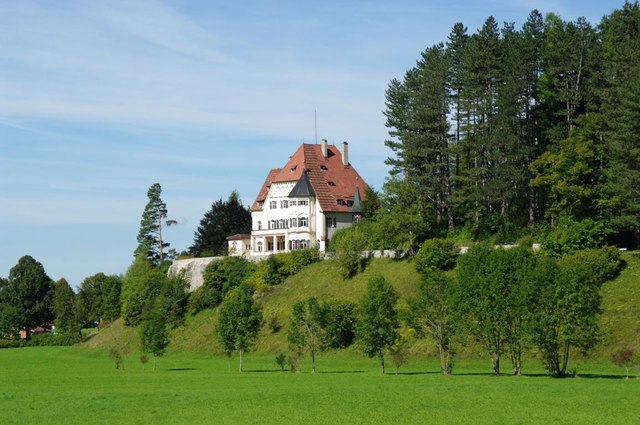
Aspecto geral do Schloss Bullachberg.

O Schloss Bullachberg é um imponente palácio alemão de telhado elevado com torre redonda. Foi erguido no ano de 1905 em Schwangau, um município da Baviera, por Eugen Drollinger (1858-1930), para o empresário de Munique Emil Papenhagen. Em 1927 foi adquirido por Rafael, Príncipe de Thurn und Taxis, que ali viveu com a sua família até ao seu falecimento, ocorrido em 1996. Embora o palácio esteja desocupado, não está acessível ao público. 
O Bullachberg é uma construção que imita os planos dos mundilamente famosos palácios reais de Neuschwanstein e Hohenschwangau, que se situam apenas a cerca de 1.000 metros de distância. O palácio tem cerca de 900 m² de área habitável e foi estilisticamente inspirado na Art Nouveau. O edifício é um monumento protegido e acomoda ao lado dos senhoriais espaços de residência uma pequena capela, a qual mantém serviços religiosos regulares até hoje.
Em 202 foi autorizada, em plenário do Parlamento da Baviera, a construção dum pequeno hotel de luxo no sopé do Bullachberg, após vários anos de confronto político devido à proeminente localização do palácio junto dos palácios reais, o que atraíu a atenção de todo o país. Esta construção deverá emergir como uma extensão da casa senhorial já existente. A proposta apresentada pelos herdeiros do Príncipe Rafael não pôde ser implementada inicialmente. Na Primavera de 2006 a Porsche AG adquiriu a propriedade com o objectivo de realizar o projecto.